# 短穗看麦娘
短穗看麦娘（学名：Alopecurus brachystachyus）为禾本科看麦娘属下的一个种。

## 扩展阅读
維基物種上的相關：短穗看麦娘